# Alternatives a la relativitat general
Les alternatives a la relativitat general són teories físiques que intenten descriure el fenomen de la gravitació en competència amb la teoria de la relativitat general d'Einstein. Hi ha hagut molts intents diferents de construir una teoria ideal de la gravetat.
Aquests intents es poden dividir en quatre grans categories segons el seu abast. En aquest article, es comenten alternatives senzilles a la relativitat general, que no impliquen mecànica quàntica ni unificació de forces. Altres teories que intenten construir una teoria utilitzant els principis de la mecànica quàntica es coneixen com a teories de la gravetat quantificada. En tercer lloc, hi ha teories que intenten explicar la gravetat i altres forces alhora; aquestes es coneixen com a teories clàssiques de camps unificats. Finalment, les teories més ambicioses intenten tant posar la gravetat en termes de mecànica quàntica com unificar forces; aquestes s'anomenen teories de tot.
Cap d'aquestes alternatives a la relativitat general ha tingut una gran acceptació. La relativitat general ha suportat moltes proves,  sent coherent amb totes les observacions fins ara. En canvi, moltes de les primeres alternatives han estat definitivament desmentides. Tanmateix, algunes de les teories alternatives de la gravetat estan recolzades per una minoria de físics, i el tema continua sent objecte d'intens estudi en física teòrica.

## Notació en aquest article
{\displaystyle c\;} és la velocitat de la llum, {\displaystyle G\;} és la constant gravitatòria. No s'utilitzen " variables geomètriques ".
Els índexs llatins van de 1 a 3, els índexs grecs de 0 a 3. S'utilitza la convenció de suma d'Einstein.
{\displaystyle \eta _{\mu \nu }\;} és la mètrica de Minkowski. {\displaystyle g_{\mu \nu }\;} és un tensor, normalment el tensor mètric. Aquests tenen signatura (−,+,+,+).
S'escriu la diferenciació parcial {\displaystyle \partial _{\mu }\varphi \;} o {\displaystyle \varphi _{,\mu }\;}. S'escriu la diferenciació covariant {\displaystyle \nabla _{\mu }\varphi \;} o {\displaystyle \varphi _{;\mu }\;}.

## Relativitat general
Per a la comparació amb alternatives, les fórmules de la Relativitat General  són:
{\displaystyle \delta \int ds=0\,}
{\displaystyle {ds}^{2}=g_{\mu \nu }\,dx^{\mu }\,dx^{\nu }\,}
{\displaystyle R_{\mu \nu }={\frac {8\pi G}{c^{4}}}\left(T_{\mu \nu }-{\frac {1}{2}}g_{\mu \nu }T\right)\,}
que també es pot escriure
{\displaystyle T^{\mu \nu }={c^{4} \over 8\pi G}\left(R^{\mu \nu }-{\frac {1}{2}}g^{\mu \nu }R\right)\,.}
L'acció d'Einstein-Hilbert per a la relativitat general és:
{\displaystyle S={c^{4} \over 16\pi G}\int R{\sqrt {-g}}\ d^{4}x+S_{m}\,}
on {\displaystyle G\,} és la constant gravitatòria de Newton, {\displaystyle R=R_{\mu }^{~\mu }\,} és la curvatura de Ricci de l'espai, {\displaystyle g=\det(g_{\mu \nu })\,} i {\displaystyle S_{m}\,} és l'acció deguda a la massa.
La relativitat general és una teoria tensorial, totes les equacions contenen tensors. Les teories de Nordström, en canvi, són teories escalars perquè el camp gravitatori és un escalar. Altres alternatives proposades inclouen teories escalar-tensor que contenen un camp escalar a més dels tensors de la relativitat general, i altres variants que contenen camps vectorials també s'han desenvolupat recentment.

## Classificació de les teories
Les teories de la gravetat es poden classificar, de manera vaga, en diverses categories. La majoria de les teories descrites aquí tenen:
- una " acció " (vegeu el principi de la mínima acció, un principi variacional basat en el concepte d'acció)
- una densitat lagrangiana
- una mètrica

Si una teoria té una densitat lagrangiana per a la gravetat, per exemple {\displaystyle L\,}, després la part gravitatòria de l'acció {\displaystyle S\,} és la integral d'això:
{\displaystyle S=\int L{\sqrt {-g}}\,\mathrm {d} ^{4}x}
En aquesta equació és habitual, encara que no imprescindible, tenir {\displaystyle g=-1\,} a l'infinit espacial quan s'utilitzen coordenades cartesianes. Per exemple, l'acció d'Einstein-Hilbert utilitza
{\displaystyle L\,\propto \,R}
on R és la curvatura escalar, una mesura de la curvatura de l'espai.
Gairebé totes les teories descrites en aquest article tenen una acció. És la manera més eficient coneguda de garantir que les lleis de conservació necessàries de l'energia, el moment i el moment angular s'incorporin automàticament; encara que és fàcil construir una acció on es vulnerin aquestes lleis de conservació. Els mètodes canònics proporcionen una altra manera de construir sistemes que tinguin les lleis de conservació requerides, però aquest enfocament és més complicat d'implementar. La versió original de MOND de 1983 no tenia cap acció.
Algunes teories tenen una acció però no una densitat lagrangiana. Un bon exemple és Whitehead, l'acció allà s'anomena no local.
Una teoria de la gravetat és una "teoria mètrica" si i només si es pot donar una representació matemàtica en la qual es compleixin dues condicions:
Condició 1 : existeix un tensor mètric simètric {\displaystyle g_{\mu \nu }\,} de signatura (−, +, +, +), que regula les mesures de longitud i temps propi de la manera habitual de la relativitat especial i general:
{\displaystyle {d\tau }^{2}=-g_{\mu \nu }\,dx^{\mu }\,dx^{\nu }\,}
on hi ha una suma sobre índexs {\displaystyle \mu } i {\displaystyle \nu }.
Condició 2 : la matèria tensada i els camps sobre els quals actua la gravetat responen d'acord amb l'equació:
{\displaystyle 0=\nabla _{\nu }T^{\mu \nu }={T^{\mu \nu }}_{,\nu }+\Gamma _{\sigma \nu }^{\mu }T^{\sigma \nu }+\Gamma _{\sigma \nu }^{\nu }T^{\mu \sigma }\,}
on {\displaystyle T^{\mu \nu }\,} és el tensor esforç-energia per a tots els camps de matèria i no gravitatoris, i on {\displaystyle \nabla _{\nu }} és la derivada covariant respecte a la mètrica i {\displaystyle \Gamma _{\sigma \nu }^{\alpha }\,} és el símbol de Christoffel. El tensor tensió-energia també hauria de satisfer una condició d'energia.
Les teories mètriques inclouen (de la més simple a la més complexa):
- Teories del camp escalar (inclou teories conformement planes i teories estratificades amb rodanxes espacials conformament planes)
  - Bergman
  - Coleman
  - Einstein (1912)
  - Teoria d'Einstein-Fokker
  - Lee - Lightman - Ni
  - Littlewood
  - Ni
  - Teoria de la gravitació de Nordström (primera teoria mètrica de la gravetat que es va desenvolupar)
  - Pàgina–Tupper
  - Papapetrou
  - Rosen (1971)
  - Whitrow-Morduch
  - Teoria de la gravitació Yilmaz (intent d'eliminar horitzons d'esdeveniments de la teoria).
- Teories quasilineals (inclou calibre lineal fix)
  - Bollini-Giambiagi-Tiomno
  - Deser-Laurent
  - Teoria de la gravetat de Whitehead (pretinada a utilitzar només potencials retardats )
- Teories dels tensors
  - La relativitat general d'Einstein
  - Gravetat de quart ordre (permet que el Lagrangià depengui de contraccions de segon ordre del tensor de curvatura de Riemann)
  - f(R) gravetat (permet que el Lagrangià depengui de potències més altes de l'escalar de Ricci)
  - Gravetat de Gauss-Bonnet
  - Teoria de la gravetat de Lovelock (permet que el Lagrangià depengui de contraccions d'ordre superior del tensor de curvatura de Riemann)
  - Gravetat derivada infinita
- Teories escalar-tensor
  - Bekenstein
  - Bergmann-Waggoner
  - Teoria de Brans-Dicke (l'alternativa més coneguda a la relativitat general, destinada a ser millor per aplicar el principi de Mach)
  - Jordània
  - Nordtvedt
  - Tercera
  - Camaleó
  - Pressió
- Teories del vector-tensor
  - Hellings– Nordtvedt
  - Will – Nordtvedt
- Teories bimètriques
  - Lightman - Lee
  - Rastall
  - Rosen (1975)
- Altres teories mètriques

Les teories no mètriques inclouen
- Belinfante–Swihart
- Teoria d'Einstein-Cartan (destinada a gestionar l'intercanvi de moment angular espín-orbital)
- Kustaanheimo (1967)
- Teleparal·lelisme
- Teoria gauge de la gravetat

Una paraula aquí sobre el principi de Mach és adequada perquè algunes d'aquestes teories es basen en el principi de Mach (per exemple, Whitehead ), i molts l'esmenten de passada (per exemple, Einstein–Grossmann, Brans–Dicke). El principi de Mach es pot pensar en una casa a mig camí entre Newton i Einstein. Va així:
- Newton: Espai i temps absoluts.
- Mach: El marc de referència prové de la distribució de la matèria a l'univers.
- Einstein: No hi ha cap marc de referència.